# Copa Piauí de 2015
A Copa Piauí de 2015 foi a sétima edição desta competição organizada pela Federação de Futebol do Piauí (FFP).
Disputada por quatro agremiações, a competição começou no dia 30 de agosto e foi finalizada em 28 de setembro. Os participantes integraram uma única fase na qual enfrentaram os adversários em turno e returno. No término da competição, Parnahyba obteve dez pontos e conquistou o título da edição. O Flamengo terminou na vice liderança.

## Participantes e regulamento
A Federação de Futebol do Piauí reuniu os representantes das quatro agremiações participantes para a realização do conselho técnico no dia 25 de junho. Esta edição foi disputada por Caiçara, Flamengo, Parnahyba e Piauí. O regulamento, por sua vez, colocou os participantes em embates de turno e returno. No término da competição, o título ficou com o clube que conquistar a maior pontuação. O campeão também garantiu uma vaga para a Copa do Brasil do ano seguinte.

## Resumo
O campeonato iniciou em 30 de agosto. Nesta data, a primeira rodada foi realizada - Parnahyba empatou com o Piauí (1–1), enquanto Flamengo e Caiçara não marcaram. O Piauí encerrou o primeiro turno na liderança, seguido pelo Parnahyba. No entanto, o clube perdeu o embate contra o adversário e foi ultrapassado. Além do triunfo, o Parnahyba também venceu seu confronto contra o Caiçara para abrir vantagem na liderança. Já o Flamengo venceu os dois últimos jogos, empatou com Parnahyba no número de pontos, mas perdeu no saldo de gols.

## Resultados

### Primeira rodada
| 30 de agosto | Parnahyba | 1 – 1                        | Piauí             | Pedro Alelaf, Parnaíba                                                         |
| 15:45        | Silas 78' | Relatório Boletim financeiro | Luiz Henrique 60' | Público: 389 Renda: R$: 3.190,00 Árbitro: Antonio José Lopes Trindade de Sousa |

| 30 de agosto | Flamengo-PI | 0 – 0                        | Caiçara | Governador Alberto Tavares Silva, Teresina                             |
| 17:00        |             | Relatório Boletim financeiro |         | Público: 296 Renda: R$: 3.060,00 Árbitro: Hélio Fábio Pinto de Queiroz |

### Segunda rodada
| 5 de setembro | Caiçara | 0 – 4                        | Parnahyba                                           | Felipe Raulino, Altos                                                        |
| 15:45         |         | Relatório Boletim financeiro | Orlando 15' · Silas 25' · Rhuann 45+1' · Sandro 86' | Público: 106 Renda: R$: 710,00 Árbitro: Karol Vinicius Mendes Soares Martins |

| 9 de setembro | Piauí       | 1 – 0                        | Flamengo-PI | Governador Alberto Tavares Silva, Teresina                            |
| 20:00         | Alisson 87' | Relatório Boletim financeiro |             | Público: 313 Renda: R$: 2.395,00 Árbitro: Antonio Dib Moraes de Sousa |

### Terceira rodada
| 12 de setembro | Piauí | 0 – 0                        | Caiçara | Governador Alberto Tavares Silva, Teresina                                  |
| 17:00          |       | Relatório Boletim financeiro |         | Público: 63 Renda: R$: 230,00 Árbitro: Karol Vinicius Mendes Soares Martins |

| 12 de setembro | Parnahyba | 0 – 1                        | Flamengo-PI | Pedro Alelaf, Parnaíba                                                         |
| 15:45          |           | Relatório Boletim financeiro | Naylan 31'  | Público: 362 Renda: R$: 3.080,00 Árbitro: Antonio José Lopes Trindade de Sousa |

### Quarta rodada
| 16 de setembro | Caiçara                | 2 – 1                        | Flamengo-PI | Arena Ytacoatyara, Piripiri                                              |
| 19:00          | Vitor 23' · Robson 58' | Relatório Boletim financeiro | Maicon 39'  | Público: 31 Renda: R$: 130,00 Árbitro: Júlio Cesar de Oliveira Gonçalves |

| 16 de setembro | Piauí        | 1 – 2                        | Parnahyba                      | Governador Alberto Tavares Silva, Teresina                      |
| 20:00          | Ivanaldo 70' | Relatório Boletim financeiro | Silas 45+3' · Rhuann 52' (pen) | Público: 238 Renda: R$: 1.570,00 Árbitro: Diego da Silva Castro |

### Quinta rodada
| 19 de setembro | Parnahyba | 1 – 0                        | Caiçara | Pedro Alelaf, Parnaíba                                                 |
| 15:45          | Tadeu 66' | Relatório Boletim financeiro |         | Público: 336 Renda: R$: 3.010,00 Árbitro: Hélio Fábio Pinto de Queiroz |

| 21 de setembro | Flamengo-PI              | 2 – 1                        | Piauí           | Governador Alberto Tavares Silva, Teresina                                  |
| 20:00          | Augusto 59' · Maicon 80' | Relatório Boletim financeiro | Natan 64' (pen) | Público: 158 Renda: R$: 810,00 Árbitro: Francisco Antonio Gonçalves de Arêa |

### Sexta rodada
| 28 de setembro | Caiçara               | 2 – 3                        | Piauí                            | Governador Alberto Tavares Silva, Teresina                          |
| 18:00          | Robson 51' (pen), 67' | Relatório Boletim financeiro | Adailton 56', 83' · Venicius 85' | Público: 403 Renda: R$: 2.410,00 Árbitro: Ideilon Helton Alves Lima |

| 28 de setembro | Flamengo-PI                            | 2 – 0                        | Parnahyba | Governador Alberto Tavares Silva, Teresina                            |
| 20:00          | Leandro 60' · Eduardo Junho 76' (g.c.) | Relatório Boletim financeiro |           | Público: 403 Renda: R$: 2.410,00 Árbitro: Antonio Dib Moraes de Sousa |